# William Goh
Pour les articles homonymes, voir Goh.
William Goh Seng Chye, né le 25 juin 1957 à Singapour est un cardinal singapourien, archevêque de Singapour depuis 2013, créé cardinal par le pape François le 27 août 2022.

## Biographie
Après des études en philosophie et en théologie, il est ordonné prêtre pour l'archidiocèse de Singapour le 1er mai 1985. Après avoir été vicaire dans une paroisse pendant 5 ans, il part pour Rome pour étudier à l'Université pontificale grégorienne, dont il sort diplômé d'une licence en théologie.
Il retourne ensuite à Singapour où il devient enseignant au séminaire puis recteur du même séminaire à partir de 2005. Dans le même temps, il exerce diverses fonctions paroissiales et diocésaines.
Le 29 décembre 2012, le pape Benoît XVI le nomme archevêque coadjuteur de Singapour. Il est ordonné évêque le 22 février 2013 par Leopoldo Girelli, nonce apostolique à Singapour (en), assisté de l'archevêque de Singapour Nicholas Chia (en) et de l'archevêque de Kuala Lumpur (en) Murphy Pakiam (en).
Le 20 mai 2013, il succède à Nicholas Chia (en) comme archevêque de Singapour.
Le 29 mai 2022, le pape François annonce qu'il sera créé cardinal le 27 août 2022. Lors de sa création, il reçoit le titre cardinalice de cardinal-prêtre de Santa Maria "Regina Pacis" in Ostia mare.